# Myzocallis exultans
Myzocallis exultans är en insektsart som beskrevs av Boudreaux och Tissot 1962. Myzocallis exultans ingår i släktet Myzocallis och familjen långrörsbladlöss. Inga underarter finns listade i Catalogue of Life.